# Los Amates
Los Amates è un comune del Guatemala facente parte del dipartimento di Izabal.